# Дмитрієв Іван Сергійович
Іва́н Сергі́йович Дми́трієв (рос. дореф. Іоанн Сергѣевъ Дмитріевъ; 1804, Херсонська губернія, Російська імперія — 26 серпня (7 вересня) 1881, Санкт-Петербург, Російська імперія) — російський кораблебудівник XIX століття, корабельний інженер-генерал, голова кораблебудівного відділення Морського технічного комітету.

## Життєпис

### Служба на Чорноморському флоті
Народився 1804 року в Херсонській губернії. Здобув домашню освіту. 15 червня 1814 року у віці одинадцяти років вступив тіммерманським учнем на службу до кораблебудівної команди Чорноморського флоту.
1 січня 1821 року проведений в тіммермани унтерофіцерського рангу. До 1827 року служив у нижніх чинах флоту. 1 липня 1827 року перейменований у кондуктори 1-го класу. 22 вересня 1827 року отримав перший офіцерський чин — Дмитрієв проведений у прапорщики корпусу корабельних інженерів, а 23 січня 1829 року — у підпоручники.
У 1833 році отримав чин поручника. У тому ж році відряджений до ескадри Чорноморського флоту віцеадмірала М. П. Лазарєва, яка в той час перебувала в Константинополі. В Константинополі займався переважно ремонтом кораблів і побудував на азіатському березі Босфору дві пристані для висадки десанту і артилерії російських військ. Склав креслення турецького 100-гарматного лінійного корабля «Султан Махмуд» і фрегата, що будувався в адміралтействі американськими будівельниками. У тому ж році нагороджений орденом Святого Станіслава III ступеня і турецькою золотою медаллю на згадку про перебування російських військ у Босфорі.
21 червня 1834 року заклав у Миколаївському адміралтействі свій перший корабель — пароплав «Північна зірка», спущений на воду 1 серпня 1835 року. Вже 12 вересня того ж року заклав 10-гарматну яхту «Стріла», спущену на воду 27 квітня 1835 року.
У 1837 році, після добудови пароплава «Північна зірка» і будівництва вантажного бота, Дмитрієва направлено у відрядження до британської військово-морської бази Портсмут задля покращення знань в галузі кораблебудування. Отримав дозвіл відвідати верфі і заводи Північної Америки, де був допущений до огляду всіх верфей, доків, морських арсеналів із правом купувати креслення, моделі та малюнки. Після піврічного перебування в Америці повернувся до Англії, де продовжив вивчення іноземного кораблебудування. Перебуваючи у відрядженні, 29 грудня 1835 року проведений у штабскапітани, а 2 листопада 1838 року — у капітани корпусу корабельних інженерів.
Навесні 1839 року повернувся із закордонного відрядження до Миколаєва, де до 1858 року будував лінійні кораблі та пароплави. 6 грудня 1847 року проведений у підполковники, а 26 вересня 1855 року у полковники корпусу корабельних інженерів. На початку 1850-х років опікувався введенням до ладу 84-гарматного флагманського корабля П. С. Нахімова «Імператриця Марія», шхуни «Досвід» і транспорту «Кишинів».
Протягом 1855—1858 років у Миколаївському адміралтействі Дмитрієв будував першу чорноморську імператорську 4-гарматну колісну яхту-пароплав «Тигр», спущену на воду 9 жовтня 1858 року. Дерев'яний пароплав мав парову машину потужністю 400 кінських сил.

### Служба в Санкт-Петербурзі
У 1858 році переведений на службу до Санкт-Петербурга і призначений на посаду старшого будівельника на Охтенську верф, де протягом 1858—1861 років займався будівництвом двох гвинтових фрегати: 45-гарматного «Ослябя» і 54-гарматного «Олександр Невський».
З 1 квітня 1860 року обіймав посаду інспектора кораблебудівних робіт Петербурзького порту з призначенням у генерал-майори корпусу корабельних інженерів. У тому ж році тимчасово відряджений до Архангельська для виправлення пошкоджень після невдалого спуску на воду гвинтового фрегата «Пересвіт».
У 1864 році направлений за кордон для вивчення особливостей залізного і панцерного суднобудування. Після повернення, 28 квітня 1866 року, у дерев'яному елінгу Нового адміралтейства в присутності імператора Олександра II і генерал-адмірала князя Костянтина Миколайовича заклав дерев'яну колісну імператорську яхту «Держава», за побудову якої в 1870 році отримав нагороду 10 000 рублів.
1 січня 1868 року за відзнаки проведений у генерал-лейтенанти корпусу корабельних інженерів. 14 червня 1868 року призначений головою кораблебудівного відділення Морського технічного комітету, брав активну участь у здійсненні переходу до будівництва залізних парових суден. У 1877 році обраний членом Конференції Миколаївської морської академії.
Протягом 1870—1873 років за проєктом А. О. Попова і корабельних інженерів І. С. Дмитрієва і М. Є. Кутейнікова на верфі Охтенського адміралтейства збудовано перший у світі океанський панцерний крейсер російського імператорського флоту «Генерал-адмірал».
У 1879 році Дмитрієва нагороджено діамантовим перснем із вензелевим зображенням цісаревича «за труди по розробці ідеї сучасного крейсера і технічній перевірці суднових проектів». 1 січня 1880 року призначений корабельним інженером-генералом із призначенням членом Адміралтейств-ради.
Помер 26 серпня 1881 року. Похований на Новодівичому кладовищі в Санкт-Петербурзі.

## Нагороди
- Орден Святого Станіслава III ступеня (1833).
- Орден Святої Анни III ступеня (1842).
- Орден Святого Володимира IV ступеня (1843).
- Орден Святої Анни II ступеня (1853).
- Орден Святого Володимира III ступеня (1863).
- Орден Святого Станіслава II ступеня (1865).
- Орден Святої Анни I ступеня (1870).
- Орден Святого Володимира II ступеня (1874).
- Орден Білого орла (1877).
- Медалі, зокрема турецька золота медаль на згадку про перебування російських військ у Босфорі у 1833 році (1833).